# Pałac w Stradomi Wierzchniej
Pałac w Stradomi Wierzchniej – zabytkowy pałac wybudowany w pierwszej połowie XVIII w. w miejscowości Stradomia Wierzchnia.

## Opis
Piętrowy pałac w szacie barokowej zbudowany na planie prostokąta, kryty dachem mansardowym. Po bokach dwie wieże postawione na planie kwadratu i wbudowane w ściany elewacji. W otoczeniu park. Spłonął w 1999 roku.

## Przypisy

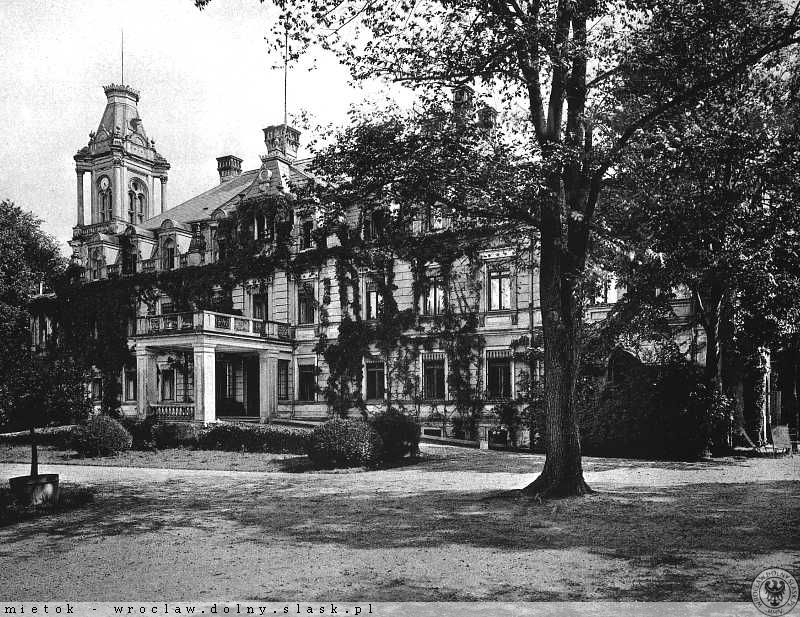
Pałac w Stradomi Wierzchniej 1880